# Hiraki Rjúzó
Hiraki Rjúzó (Oszaka, 1931. október 7. – 2009. január 2.) japán válogatott labdarúgó, olimpikon.
A japán válogatott tagjaként részt vett az 1956. és az 1964. évi nyári olimpiai játékokon.
2005-ben a Japán Labdarágás Hírességek Csarnokának a tagjává választották.

## Statisztika
| Japán válogatott | Japán válogatott | Japán válogatott |
| Időszak          | Mérk.            | gól              |
| ---------------- | ---------------- | ---------------- |
| 1954             | 3                | 0                |
| 1955             | 4                | 0                |
| 1956             | 3                | 0                |
| 1957             | 0                | 0                |
| 1958             | 4                | 0                |
| 1959             | 10               | 1                |
| 1960             | 1                | 0                |
| 1961             | 2                | 0                |
| 1962             | 3                | 0                |
| Összesen         | 30               | 1                |